# Конрад Старший
Конрад Старший (д/н — 27 лютого 906) — герцог Тюрингії і маркграф Сорбської марки у 892—893 роках, герцог Франконії у 905—906 роках.

## Життєпис
Старший син Удо, графа Лангау. Після смерті батька 886 року Конрад успадкував Верхнє Лангау, а також фогтства над монастирями Святого Максиміна в Трірі і Кеттенбах. Конрад входив до близького оточення Арнульфа, короля Східно-Франкського королівства. За однією версією родичкою Конрада була Ода, дружина Арнульфа, за іншою — Гедвіга (Глісмут), дружина Конрада (з 880 року), була дочкою Арнульфа. Користуючись підтримкою Арнульфа, Конрад зміг істотно зміцнити своє становище у Франконії. Резиденція Конрада перебувала в Фрайдесларе в Гессенгау. В 891 році був призначеним міністеріалем короля Арнульфа.
Практично всі своє правління Конрад провів у ворожнечі з домом Поппонідов за контроль над Франконією. Спочатку його противниками були сини графа Поппо I з Грапфельда — Генріх, а потім Поппо II. У 892 році король Арнульф змістив  маркгерцога Тюринзького Поппо II, призначивши на його місце Конрада, що послужило посиленню ворожнечі. Водночас брат Конрада — Рудольф — був призначений єпископом Вюрцбурга, що ще більше зміцнило становище Конрада у Франконії. Втім через відсутність підтримки в Тюрингії Конрад втратив посаду(його замінив Бурхард).
Разом з тим Конрад розширював свою владу над Франконією. У 897 році отримав графство Гессенгау. У 899 році помер король Арнульф, новим королем став його малолітній син Людовик IV Дитя. Родичі Конрада зайняли чільні позиції при королівському дворі, визначаючи політику держави, а сам він, разом з архієпископом Майнца Гатто I, став одним з регентів при малолітньому королі
У 903 році брат Конрада, Гебхард, був призначений герцогом Лотарингії, проте він не зміг домогтися реальної влади в герцогстві, яким фактично керував Реньє I Довгошия. Того ж року Конрад Старший заволодів графством Гоцфельдгау. У 902 році відновилося протистоянняз Поппонідами. Спочатку Конраду вдалося завдати поразки суперникові. Поступово Конрад зміг об'єднати в своїх руках весь Гессен, приєднуючи до своїх володінь конфісковані у Поппонідів графства (у 905 і 906 роках стає графом Веттерау і Вормсгау відповідно). Його володіння пізніше склали герцогство Франконія. У Франконії Конрад користувався фактично герцогською владою, однак невідомо, чи носив він герцогський титул.
На початку 906 року Адальберт(син Поппо II), скориставшись тим, що Конрад відіслав свого старшого сина Конрада до армії в Лотарингії, атакував володіння Конрадинів. 27 лютого близько Фріцлара Конрад зазнав поразки у битві і загинув. Після цього Адальберт протягом трьох днів спустошував околиці. Тіло Конрада було поховано в церкві Святого Мартина в Вайльбургу.

## Родина
Дружина — Гедвіга, донька Арнульфа, короля і імператора
Діти:
- Конрад (881—918), король Східно-Франкського королівства
- Еберхард (885—939), герцог Франконії і Лотарингії
- донька
- Оттон (або Удо), граф Рургау